# Tridentaria alba
Tridentaria alba är en svampart som beskrevs av Preuss 1852. Tridentaria alba ingår i släktet Tridentaria, divisionen sporsäcksvampar och riket svampar.   Inga underarter finns listade i Catalogue of Life.